# China Light-Duty Vehicle Test Cycle
El ciclo de pruebas de vehículos ligeros de China (CLTC) (chino: 中国轻型汽车行驶工况; pinyin: Zhōngguó qīngxíng qìchē xíngshǐ gōng kuàng) es una norma de ciclo de conducción introducida por el gobierno de China para medir el consumo de energía, la autonomía y las emisiones de los vehículos ligeros, incluidos tanto los vehículos con motor de combustión interna (ICE) como los vehículos eléctricos (EV). Se desarrolló con el objetivo de alinear las pruebas de vehículos con las condiciones de conducción del mundo real chino y sustituir al Nuevo Ciclo de Conducción Europeo (NEDC) en China.
Desde 2024, la norma CLTC se utiliza en China junto con el WLTP (el Procedimiento de ensayo armonizado mundial para vehículos ligeros). 
El CLTC fue adoptado por primera vez en la regulación por el Ministerio de Industria y Tecnología de la Información de China (MIIT) en octubre de 2021 bajo la norma nacional «GB/T 38146.1-2019, China Automotive Test Cycle Part 1: Vehículos ligeros». Permite al fabricante de vehículos eléctricos de batería informar sobre la autonomía totalmente eléctrica y el consumo de energía basándose en el Nuevo Ciclo de Conducción Europeo (NEDC) o en el CLTC.
Las pruebas CLTC tienen en cuenta los mayores niveles de congestión del país, con paradas y arranques más frecuentes y límites de velocidad más bajos, lo que conduce a un aumento de la conducción a baja velocidad y tiempos de ralentí más largos que benefician a los vehículos eléctricos
Fuera de China, el CLTC ha suscitado críticas por ser percibido como menos riguroso que otros estándares como el WLTP y la EPA en las estimaciones de autonomía de los vehículos eléctricos

## Limitaciones
El CLTC tiene algunas limitaciones, como la forma de contabilizar el consumo de energía de los sistemas de aire acondicionado o entretenimiento en el coche durante las pruebas. Cuando hace frío o calor, los vehículos eléctricos necesitan más energía para el aire acondicionado, lo que reduce su autonomía. Además, el uso de sistemas de entretenimiento puede aumentar aún más el consumo de energía, afectando a la autonomía total.
El CLTC también se ha enfrentado a críticas a nivel internacional por ser percibido como «menos estricto», «generoso» o «poco realista» en comparación con las normas WLTP y EPA a la hora de medir la autonomía de los vehículos eléctricos. Los críticos argumentan que el CLTC puede sobreestimar la autonomía de los vehículos en comparación con estos otros protocolos de pruebas, que son ampliamente considerados como más rigurosos en la evaluación de las condiciones de conducción en el mundo real.